# Hyphessobrycon paucilepis
Hyphessobrycon paucilepis är en fiskart som beskrevs av García-alzate, Román-valencia och Donald C.Taphorn 2008. Hyphessobrycon paucilepis ingår i släktet Hyphessobrycon och familjen Characidae. Inga underarter finns listade i Catalogue of Life.